# TA-35
Il TA-35 (in inglese Tel Aviv 35, in ebraico מדד תל אביב 35‎?) è un indice di titoli quotati presso la Borsa di Tel Aviv, riferito al segmento dei 35 titoli a maggiore capitalizzazione.
L'indice ha preso il posto nel 2016 del predecessore (e più ristretto) TASE-25.

## Composizione
| Titoli dell'indice TA-35 | Titoli dell'indice TA-35           | Titoli dell'indice TA-35 | Titoli dell'indice TA-35 |
| Paese                    | Azienda                            | Ticker                   | Settore                  |
| ------------------------ | ---------------------------------- | ------------------------ | ------------------------ |
| Israele (bandiera)       | Airport City Ltd                   | ARPT                     | Immobiliare              |
| Israele (bandiera)       | Alony Hetz                         | ALHE                     | Immobiliare              |
| Israele (bandiera)       | Amot Investments                   | AMOT                     | Immobiliare              |
| Israele (bandiera)       | Ashtrom Group                      | ASHG                     | Immobiliare              |
| Israele (bandiera)       | Azrieli Group                      | AZRG                     | Immobiliare              |
| Israele (bandiera)       | Bezeq                              | BEZQ                     | Telecomunicazioni        |
| Israele (bandiera)       | Israel Discount Bank               | DSCT                     | Bancario                 |
| Israele (bandiera)       | Elbit Systems                      | ESLT                     | Telecomunicazioni        |
| Israele (bandiera)       | Electra                            | ELTR                     | Immobiliare              |
| Israele (bandiera)       | Energean                           | ENOG                     | Energetico               |
| Israele (bandiera)       | Energix Renewable Energies         | ENRG                     | Energetico               |
| Israele (bandiera)       | First International Bank of Israel | FIBI                     | Finanziario              |
| Israele (bandiera)       | Harel Insurance                    | HARL                     | Assicurativo             |
| Israele (bandiera)       | Israel Chemicals                   | ICL                      | Chimico                  |
| Israele (bandiera)       | Bank Leumi                         | LUMI                     | Finanziario              |
| Israele (bandiera)       | LivePerson                         | LPSN                     | ITC                      |
| Israele (bandiera)       | Maytronics                         | MTRN                     | Elettronica              |
| Israele (bandiera)       | Melisron                           | MLSR                     | Immobiliare              |
| Israele (bandiera)       | Mivne Real Estate Ltd              | MVNE                     | Immobiliare              |
| Israele (bandiera)       | Mizrahi-Tefahot Bank               | MZTF                     | Bancario                 |
| Israele (bandiera)       | NICE Ltd.                          | NICE                     | ITC                      |
| Israele (bandiera)       | Nova Measuring Instruments         | NVMI                     | Elettronica              |
| Israele (bandiera)       | OPC Energy Ltd                     | OPCE                     | Energia                  |
| Israele (bandiera)       | OPKO Health                        | OPK                      | Farmaceutico             |
| Israele (bandiera)       | Ormat Technologies                 | ORA                      | Utilities                |
| Israele (bandiera)       | Perrigo                            | PRGO                     | Farmaceutico             |
| Israele (bandiera)       | Phoenix Holdings Ltd.              | PHOE                     | Assicurativo             |
| Israele (bandiera)       | Bank Hapoalim                      | POLI                     | Bancario                 |
| Israele (bandiera)       | Sapiens International Corporation  | SPNS                     | Software                 |
| Israele (bandiera)       | Shapir Engineering Industry        | SPEN                     | Costruzioni              |
| Israele (bandiera)       | Shikun & Binui                     | SKBN                     | Immobiliare              |
| Israele (bandiera)       | Shufersal                          | SAE                      | Commercio                |
| Israele (bandiera)       | Strauss Group                      | STRS                     | Alimentare               |
| Israele (bandiera)       | Teva Pharmaceutical Industries     | TEVA                     | Farmaceutico             |
| Israele (bandiera)       | Tower Semiconductor                | TSEM                     | Elettronica              |